# 466

## Догађаји
- Цар Лав I одбија инвазију Хуна на Дакију (савремена Румунија). Они пустоше Балкан, али не могу да заузму Цариград захваљујући градским зидинама, које су обновљене и ојачане.
- Тарасикодиса, исаурски официр, долази са доказима да Ардабур (магистер милитум) формира заверу против Лава I. Ардабур је ухапшен због издаје.
- Тарасикодиса усваја грчко име Зенон и жени се Аријадном, најстаријом ћерком цара Лава I.
- Краља Теодорика II убија његов млађи брат Еурик, који га наследи на престолу. Он осваја Хиспанију и лучки град Марсеј (Јужна Галија), додајући их постојећем Визиготском краљевству.
- Еурик шаље посланство у Источно римско царство ради признавања суверенитета Визигота. Он склапа савез са Свевима и Вандалима.
- На острвима у Венецијанској лагуни појављује се веће од дванаест општина, како би се формирао основни систем управљања.
- Петар Фулер је свргнут са трона антиохијског патријарха; Јулијан Тарсанин је изабран за његовог наследника.

## Рођења
- Википедија:Непознат датум — Хлодовех I, франачки краљ (†511.)